# Andreas Wallentin
Andreas Wallentin är en svensk tidigare nationalistisk aktivist. Han var 2004-2005 ledare för Nationaldemokratisk Ungdom (NDU) efter Marc Abramsson. Wallentin avgick som förbundsordförande 5 juni 2005 och blev oberoende aktivist, varefter Robert Almgren valdes till ny förbundsordförande. Under sommaren 2007 lämnade Wallentin partiet. Efter att ha lämnat ND har Wallentin blivit frälst och låtit döpa sig i Pingstkyrkan.[källa behövs]